# Andrea Bon (vescovo della Canea)
Andrea Bon o Bono (Venezia, prima metà del Trecento – prima del 27 marzo 1411) è stato un vescovo cattolico italiano.

## Biografia
Nacque nella zona di Santa Margherita da una famiglia cittadinesca, figlio di Giacomo e di Filippa. Non andrebbe identificato con l'omonimo pievano di San Geminiano, testimone a due testamenti rogati nel 1350; pare infatti che quest'ultimo appartenesse al ramo della famiglia abitante a San Basso.
Entrato nell'Ordine dei Frati Predicatori in data imprecisata, nel 1379 risulta priore del monastero di San Domenico: con questo titolo, infatti, si candidò vescovo di Caorle al Senato. La proposta venne accettata e inviata a Roma, e infatti nel 1381 papa Urbano VI lo nominava alla sede episcopale.
Già qualche anno dopo, tuttavia, il Bon si dimostrava poco soddisfatto della sua carica e presentò diverse candidature (tutte nel 1387) per essere trasferito a Chioggia, a Cittanova o Parenzo. Richieste tutte respinte perché rimase a Caorle per altri sette anni.
Il 16 febbraio 1394, finalmente, papa Bonifacio IX lo inviò nella diocesi di Pedena. Ma appena due anni dopo, il 14 aprile 1396, fu nominato vescovo della Canea, nell'isola di Creta.
Il trasferimento coincideva con l'accrescersi della minaccia Ottomana nei domini veneziani in Oriente; evidentemente il Bon era considerato una figura politica importante anche dalla stessa Repubblica di Venezia che non ebbe nulla da ridire sulla decisione della Santa Sede (diversamente da quanto fece, qualche anno dopo, per l'elezione dell'arcivescovo di Creta).
Nel 1402 Costanza e Maria, rispettivamente vedova e figlia di Pietro Zane, chiesero al pontefice di fondare un monastero di clarisse alla Canea. La risposta di Bonifacio fu positiva, e con la bolla Sincerae devotionis ordinava al Bon di costruire il convento con la chiesa annessa, di occuparsi della consacrazione e di nominare Maria badessa.
In ogni caso, il Bon continuava a soggiornare (almeno per brevi periodi) a Venezia, seguendo la diffusione della riforma domenicana. Dopo la partenza di Giovanni Dominici dalla città, altri avevano provveduto alla sua opera fra cui frate Tommaso da Siena detto Caffarini. Quest'ultimo fu certamente in contatto con il vescovo il quale, il 24 marzo 1406, emanò una lettera di indulgenza all'Ordine della Penitenza, additando la figura di Caterina da Siena che, a detta sua, aveva personalmente conosciuto.
Non si conosce la sua data di morte, che fu sicuramente precedente al 27 marzo 1411, quando fu nominato il suo successore Paolo Barozzi. Impossibile determinare anche il luogo del decesso: nel 1410 il governò veneziano richiamò i vescovi e i prelati dei domini in Levante a trasferirsi stabilmente nelle loro diocesi, dato che normalmente risiedevano altrove.